# San Michele in Bosco (Marcaria)
San Michele in Bosco è una frazione del comune di Marcaria, in provincia di Mantova.

## Monumenti e luoghi d'interesse
- Chiesa di San Michele Arcangelo, del XIII secolo
- Villa Aurelia-Pasetti, del XVII secolo
- Corte Picciona, del XV secolo

## Società

### Tradizioni e folclore
Al paes d'la baràca in Oi,  quei ch’ha butà la baràca in la Bina d'Oi, (tradotto: "il paese della baracca nel fiume Oglio", "quelli che hanno buttato la baracca nella bina del fiume Oglio"), questo è il detto, meglio il blasone che da fine Ottocento connota la popolazione di San Michele in Bosco.La "baracca" è intesa come palco o teatrino da cui si esibivano i burattini ambulanti, mentre la bina era un tratto del fiume, fronteggiante il paese, che ospitava nelle sue acque turbinose dei mulini natanti.
La spiegazione del motto trae origine da un fatto accaduto in loco, che pare l’ennesima conferma circa l'origine dell’espressione "chiudere baracca e burattini" col significato di piantare in asso ogni cosa: in passato, quando il pubblico non apprezzava lo spettacolo dei burattini animati da artisti di strada ambulanti, sembra che il burattinaio abbandonasse per l’appunto "baracca e burattini" e se ne andasse concludendo immediatamente la rappresentazione. Si tramanda come più di un secolo fa i popolani locali, che assistevano a uno spettacolo itinerante di burattini, si siano sentiti offesi da una battuta conclusiva del dialogo tra i soliti Sandrone e Fagiolino, personaggi passati in Emilia e nel mantovano dallo spettacolo della commedia al casotto dei burattini..
Al monello e arguto Fagiolino, che si lagnava piangendo e contorcendosi, si contrapponeva con domande mirabolanti l’incuriosito Sandrone, contadino ignorante: "Cosa t’è successo Fasulèn? Ti fa male lo stomaco?" e poi: "Hai mangiato tuo padre?" e ancora: "Hai mangiato tua madre?". Alché l’altro ad altrettanti solleciti rispondeva: "No, no. Pès, pès!" (tradotto: "No, no. Peggio, peggio!"). E così svariate volte, finché Sandrone, sempre più convinto che il suo interlocutore fosse preda di un forte dolore di ventre, ancora più esagerando, terminava paradossalmente con la fatidica frase "Ghèt magnà an putèn a pocen?", cioè "Hai mangiato un bambino in umido?". In dialetto mantovano stretto si direbbe correttamente "a pocin" da "pociar", "intingere", ma poiché il burattinaio era di Bozzolo, usava il vocabolo contaminato dalla parlata cremonese.

Il gran finale risiedeva nel diniego di Fagiolino, che burlescamente rispondeva in rima: "Pès, pès, i m’ha dit cha sòn un làdar e un balòs cme quei ad San Michel in Bòsch" ("Mi hanno detto che sono un ladro e un furfante come quelli di San Michele in Bosco”"). La battuta evidentemente non conseguì il successo sperato tanto che il burattinaio fu costretto a darsela a gambe, abbandonando "baracca e burattini" nelle mani di una folla urlante e inferocita che gettò il tutto nelle acque impetuose della bina del fiume.